# Aimé Haegeman
Aimé Haegeman (1861 - 1935) foi um ginete belga, campeão olímpico.

## Carreira
Aimé Haegeman representou seu país nos Jogos Olímpicos de 1900, na qual conquistou a medalha de ouro nos saltos individual.